# András Farkas
Dans le nom hongrois Farkas András, le nom de famille précède le prénom, mais cet article utilise l’ordre habituel en français András Farkas, où le prénom précède le nom.
András Farkas, né à Budapest en 1945, est un musicien, chef de chœur et chef d'orchestre.

## Biographie
Fils du compositeur hongrois Ferenc Farkas (1905-2000), András Farkas étudie le piano et la composition dans sa ville natale puis entre dans la classe de direction de Hans Swarowsky à l'Académie de musique de Vienne.
András Farkas commence sa carrière de chef d'orchestre en 1971. Il dirige plusieurs formations parmi lesquelles figurent l'Orchestre philharmonique de Budapest, l'Orchestre symphonique de Budapest, l'Orchestre de la Suisse romande et l'Orchestre de chambre de Lausanne. Il fonde en 1987 le Nouvel Orchestre de Montreux. András Farkas dirige également plusieurs chœurs de Suisse romande, en particulier le Chœur J.S. Bach de Lausanne, dont il est le chef durant plus de trente et un ans, de 1979 à 2010. Dans ses orientations musicales, il s'attache à faire découvrir l’œuvre de son père. En 2004, il fonde l'Académie Internationale de Chœurs d'Eté de Sarospatak (Hongrie), qui comprend à la fois un atelier de chœur ouvert à tout choriste soucieux de se perfectionner et une master class pour les chefs de chœur. András Farkas œuvre également au sein du comité de l'association Helvetia-Hungaria, section lémanique.

## Sources
- « Andras Farkas », sur la base de données des personnalités vaudoises sur la plateforme « Patrinum » de la Bibliothèque cantonale et universitaire de Lausanne.
- Senff, "La Dernière d'Andras Farkas", 24 Heures, 2010/04/20, p. 37
- Senff, "Farkas, du père au fils", 24 Heures, 2010/04/20, p. 37
- Caspary, "Le Requiem retardé de Louis XVI", 24 Heures, 2007/04/27, p. 34.